# ميلتشر دالاس
ميلتشر دالاس (بالإنجليزية: Melcher-Dallas, Iowa)‏ هي مدينة تقع في ولاية آيوا في الولايات المتحدة. تبلغ مساحة هذه المدينة 2.59 (كم²)، وترتفع عن سطح البحر 289 م، بلغ عدد سكانها 1288 نسمة في عام 2012 حسب إحصاء مكتب تعداد الولايات المتحدة.

## التركيبة السكانية
قام مكتب تعداد الولايات المتحدة بتحديد بيانات التركيبة السكانية لميلتشر دالاسفي تعداد الولايات المتحدة. في ما يلي، التركيبة السكانية حسب تعدادي 2000 و2010.

### تعداد عام 2000
بلغ عدد سكان ميلتشر دالاس 1,298 نسمة بحسب تعداد عام 2000، وبلغ عدد الأسر 517 أسرة وعدد العائلات 359 عائلة مقيمة في المدينة. في حين سجلت الكثافة السكانية 1,297.1 نسمة لكل ميل مربع (500.8/كم2). وبلغ عدد الوحدات السكنية 565 وحدة بمتوسط كثافة قدره 564.6 نسمة لكل ميل مربع (218.0/كم2).
وتوزع التركيب العرقي للمدينة بنسبة 0.08% من سكان جزر المحيط الهادئ و 0.62% من عرقين مختلطين أو أكثر.
بلغ عدد الأسر 517 أسرة كانت نسبة 32.9% منها لديها أطفال تحت سن الثامنة عشر تعيش معهم، وبلغت نسبة الأزواج القاطنين مع بعضهم البعض 55.7% من أصل المجموع الكلي للأسر، ونسبة 9.5% من الأسر كان لديها معيلات من الإناث دون وجود شريك، وكانت نسبة 30.4% من غير العائلات. تألفت نسبة 26.9% من أصل جميع الأسر من أفراد ونسبة 16.2% كانوا يعيش معهم شخص وحيد يبلغ من العمر 65 عاماً فما فوق. وبلغ متوسط حجم الأسرة المعيشية 3.06، أما متوسط حجم العائلات فبلغ 2.51.
بلغ العمر الوسطي للسكان 38 عاماً. وكانت نسبة 28.0% من القاطنين تحت سن الثامنة عشر، وكانت نسبة 6.8% بين الثامنة عشر والأربعة وعشرون عاماً، ونسبة 24.7% كانت واقعةً في الفئة العمرية ما بين الخامسة والعشرون حتى والأربعة وأربعون عاماً، ونسبة 22.6% كانت ما بين الخامسة والأربعون حتى الرابعة والستون، ونسبة 18.0% كانت ضمن فئة الخامسة والستون عاماً فما فوق. يوجد لكل 100 أنثى 97.0 ذكر، ويوجد لكل 100 أنثى في الثامنة عشر من عمرها فما فوق 93.6 ذكر.
بلغ متوسط دخل الأسرة في المدينة 36,207 دولار، أما متوسط دخل العائلة فبلغ 42,167 دولار. وكان متوسط دخل الذكور 32,788 دولار مقابل 22,500 دولار للإناث. وسجل دخل الفرد الخاص بالمدينة 15,600 دولار. وكان من هؤلاء نسبة 11.2% تحت سن الثامنة عشر ونسبة 9.8% في الخامسة والستين من العمر وما فوق.

### تعداد عام 2010
بلغ عدد سكان ميلتشر دالاس 1,288 نسمة بحسب تعداد عام 2010، وبلغ عدد الأسر 527 أسرة وعدد العائلات 357 عائلة مقيمة في المدينة. في حين سجلت الكثافة السكانية 1,288.0 نسمة لكل ميل مربع (497.3/كم2). وبلغ عدد الوحدات السكنية 584 وحدة بمتوسط كثافة قدره 584.0 لكل ميل مربع (225.5/كم2).
وتوزع التركيب العرقي للمدينة بنسبة 97.7% من البيض و 0.2% من الأمريكيين الأصليين و 0.2% من الأمريكيين الأفارقة و 0.7% من عرقين مختلطين أو أكثر.
بلغ عدد الأسر 527 أسرة كانت نسبة 30.2% منها لديها أطفال تحت سن الثامنة عشر تعيش معهم، وبلغت نسبة الأزواج القاطنين مع بعضهم البعض 54.3% من أصل المجموع الكلي للأسر، ونسبة 8.0% من الأسر كان لديها معيلات من الإناث دون وجود شريك، بينما كانت نسبة 5.5% من الأسر لديها معيلون من الذكور دون وجود شريكة وكانت نسبة 32.3% من غير العائلات. تألفت نسبة 28.5% من أصل جميع الأسر من أفراد ونسبة 12.2% كانوا يعيش معهم شخص وحيد يبلغ من العمر 65 عاماً فما فوق. وبلغ متوسط حجم الأسرة المعيشية 2.99، أما متوسط حجم العائلات فبلغ 2.44.
بلغ العمر الوسطي للسكان 39.6 عاماً. وكانت نسبة 24.5% من القاطنين تحت سن الثامنة عشر، وكانت نسبة 8.5% بين الثامنة عشر والأربعة وعشرون عاماً، ونسبة 23.8% كانت واقعةً في الفئة العمرية ما بين الخامسة والعشرون حتى والأربعة وأربعون عاماً، ونسبة 25.8% كانت ما بين الخامسة والأربعون حتى الرابعة والستون، ونسبة 17.5% كانت ضمن فئة الخامسة والستون عاماً فما فوق. وتوزع التركيب الجنسي للسكان بنسبة 49.6% ذكور و50.4% إناث.